# 大成報
《大成報》，是台灣報紙，前身是著名的《大華晚報》，原隸屬於宏國關係事業，報導取向類似於《民生報》以影視娛樂及體育等新聞為主，已於2006年2月底報紙停刊。2012年1月，《大成報》以電子報新聞媒體的型態經營，但不再隸屬於宏國關係事業。

## 簡史
《大成報》係繼承自1950年2月1日創刊、1989年1月停刊的《大華晚報》，創刊於1990年1月10日，當時公司名稱為「大成報股份有限公司」，英文報名為「The Great News Daily」，首任總編輯為王端正。1993年12月，《大成報》首創影劇、體育雙報頭，是臺灣報業史之創舉。1997年4月，《大成報》影劇、體育雙報頭各自獨立為《大成影劇報》與《大成體育報》；這一年，宏國關係事業受到房地產不景氣影響，找來吳健強負責《大成報》廣告業務，並找來東森集團與《大成報》策略聯盟，《大成報》因此獲得資金、人力奧援。
1997年7月23日，《大成報》動土興建南崁印刷廠，宏國關係事業副董事長林鴻道與《大成報》發行人兼社長陳啟家共同主持動土典禮。1997年7月24日，《大成影劇報》報導台灣之聲廣播電台創辦人許榮棋連續兩星期批判民間全民電視公司，同時引述匿名爆料者指控民視募股疑點重重，成為同年9月爆發民視楊憲宏調職爭議的原因之一。
1998年5月，《大成報》啟用南崁印刷廠，改為全彩印刷。1999年7月，《大成報》首度轉虧為盈。但是後來《大成報》因財務危機，《大成體育報》停刊，且位於台北市大同區的總社大樓（即原《大華晚報》大樓）也遭拍賣；後來總社搬遷至臺北縣三重市。2000年，國際唱片業交流基金會與《大成報》合作「大成校園巨星演唱會」系列活動，民視、TVBS都曾是大成校園巨星演唱會合作電視台。
2001年3月21日，《大成報》發行人陳啟家突然在例行編務會議上宣布，若在本月27日無法找到《大成體育報》的新東家，《大成體育報》將於4月1日停刊，《大成體育報》所有員工將依《勞動基準法》資遣，《大成影劇報》承接《大成體育報》權利義務；當晚，《大成報》體育中心主管召集所有記者宣布此事，消息迅速傳開。2001年4月1日，《大成體育報》停刊，頭版放上三百字的停刊公告〈無奈與惋惜〉。
2004年11月1日，《大成報》與《更生日報》合作，幫助《大成報》拓展台灣中部市場。2005年1月1日，前《東森新聞報》副總編輯方怡人接任《大成報》總編輯，宏國關係事業則在這一年退出《大成報》經營權。2005年1月10日，《大成報》與《民眾日報》展開策略聯盟，《大成報》提供其第2至5版的新聞內容給《民眾日報》，幫助《大成報》拓展台灣南部市場。
2006年2月16日晚間，《大成報》發行人吳健強與重要幹部協商後，決定《大成報》於本月底停刊；當時的吳健強經營有線電視有聲有色，超級電視台、國興衛視、年代電視、JET TV等都有他的股權或跨平台聯盟。
2012年1月8日，《大成報》以電子報的型態經營，英文報名定為「Great News」，由前《台灣新聞報》副總編輯黃義雄擔任總編輯，不再隸屬於宏國關係事業。2013年8月28日，黃義雄升任《大成報》社長（於2017年2月13日卸任），原《大成報》採訪主任林瑞明升任總編輯。

## 相關事件

### 「全民都來當社工」事件

#### 發生經過
2015年4月3日，《大成報》總主筆郭憲鈴在社工日（4月2日）的隔天於該報專欄撰寫一篇文章〈全民都來當社工〉，文中提到：「社會工作師亦可於業餘或公餘本於其愛心、公德心及其專業投入社會互助或助人之工作」、「所以一般講的『社會工作者』是沒酬勞的義工、志工」。郭憲鈴將社工與志工的定義完全搞混，並且在文末加入許多個人偏激的政治觀點，引起社會工作從業人員反彈。
大家對於郭憲鈴身為一報之總主筆，實應更善盡查證之責，然於撰寫該篇文章時未將定義搞清楚。報紙是大眾媒體，對於讓缺少專業知識的大眾看到該篇報導，更會加深其錯誤的知識，並且社會工作應秉持中立精神，實不應與政治黨派扯上關係，因此紛紛發出譴責，並希望大成報與郭憲鈴提出澄清。
2015年4月6日，郭憲鈴於該報專欄再撰文〈關於「全民都來當社工」的回應！」〉，文中開頭便以「吾人在〈全民都來當社工〉乙文第一段就闡明，本文講的是『社會工作者』的社工而不是『社會工作師』；對於一些來函高見指教者有將本文意指『社會工作師』，實在是個大誤會」意圖再次混淆大眾社工與志工是相同的（實際上是完全不同的），並摻雜誇張的文筆如「吾人深切了解『社會工作師』是要經國家考試及格、由考試院長核發證照者方為『社會工作師』，這是一個非常偉大的身份，與醫師、律師、會計師、技師、地政士等一樣，也都像柯文哲醫師一樣智商飆得很高，也都是很會考試的考場菁英，無試不摧、無考不中；吾人無此本事，故絕不敢妄言談論『社會工作師』事，只能仰之彌高、望聞止步」，文中並未對前篇文章做出任何澄清，反而是再度強調自己的想法、加強自己的解釋，事件自然並未因此而平息。

#### 後續及影響
在BBS(PTT)、Facebook等網路社群都有人做一定程度的討論。並有網友在Facebook舉辦「社工無法全民都來當 (請大成報總主筆郭憲鈴不要再誤導大眾)」活動，三天內有將近300位網友認同該活動。
臺灣社會工作專業人員協會（簡稱社工專協）針對該文章於官方網站做出回應：「社會工作是一項助人的專業，需要長期的專業教育與訓練，而貴報在四月二日台灣社工日這天於總主筆郭憲鈴專欄發表了【全民都來當社工】的論述，看似關懷社工專業，但完全背離了社會工作者依其專業素養，促進社會福祉的精神。建議該文作者及貴報社，應本著媒體人的專業精神，對於論述的內容應盡詳實查證之責任。」、「社工日之意涵為表彰社會工作的精神，向專業社會工作者致敬。作者於文章後段皆為批評執政黨的論述，此立場與社會工作的價值及專業無關。如此的論述恐有消費社會工作專業之嫌。本協會撰寫此短文，也希望藉此機會讓社會大眾更正確地認識社會工作這門專業。」。
衛生福利部社會救助及社工司也於網站放上新聞稿，文中開宗明義說明「社會工作是一門助人的專業」，「社工人員是一群運用社會工作專業知識與技能，協助個人、家庭、團體、社區，促進、發展或恢復其社會功能，謀求其福利的專業工作者」。並在文中結論寫出「社工人員是運用社會工作專業謀求民眾福利的專業工作者……志工卻是秉誠心貢獻社會，不以獲取報酬為目的，協助政府推動各項公益服務的重要輔助人力」，二者的角色功能有所不同。

## 外部連結
- 大成報官方網站（页面存档备份，存于）
- 大成報的Facebook專頁